# Holocelulóza
Holocelulóza (z řec. holos, celý a lat. celulla, buňka) je souhrnný název pro všechny polysacharidické frakce ve dřevě, pro celulózu a hemicelulózu. Jedná se tedy o dřevní extrakt, ze kterého byl odstraněn lignin. Obsah holocelulózy se dá změřit.